# Purpurmylia
Purpurmylia (Mylia taylorii) är en bladmossart som först beskrevs av William Jackson Hooker, och fick sitt nu gällande namn av Samuel Frederick Gray. Enligt Catalogue of Life ingår Purpurmylia i släktet mylior och familjen Myliaceae, men enligt Dyntaxa är tillhörigheten istället släktet mylior och familjen Jungermanniaceae. Enligt den finländska rödlistan är arten nära hotad i Finland. Arten är reproducerande i Sverige. Artens livsmiljö är andra skuggiga klippor. Inga underarter finns listade i Catalogue of Life.

## Bildgalleri

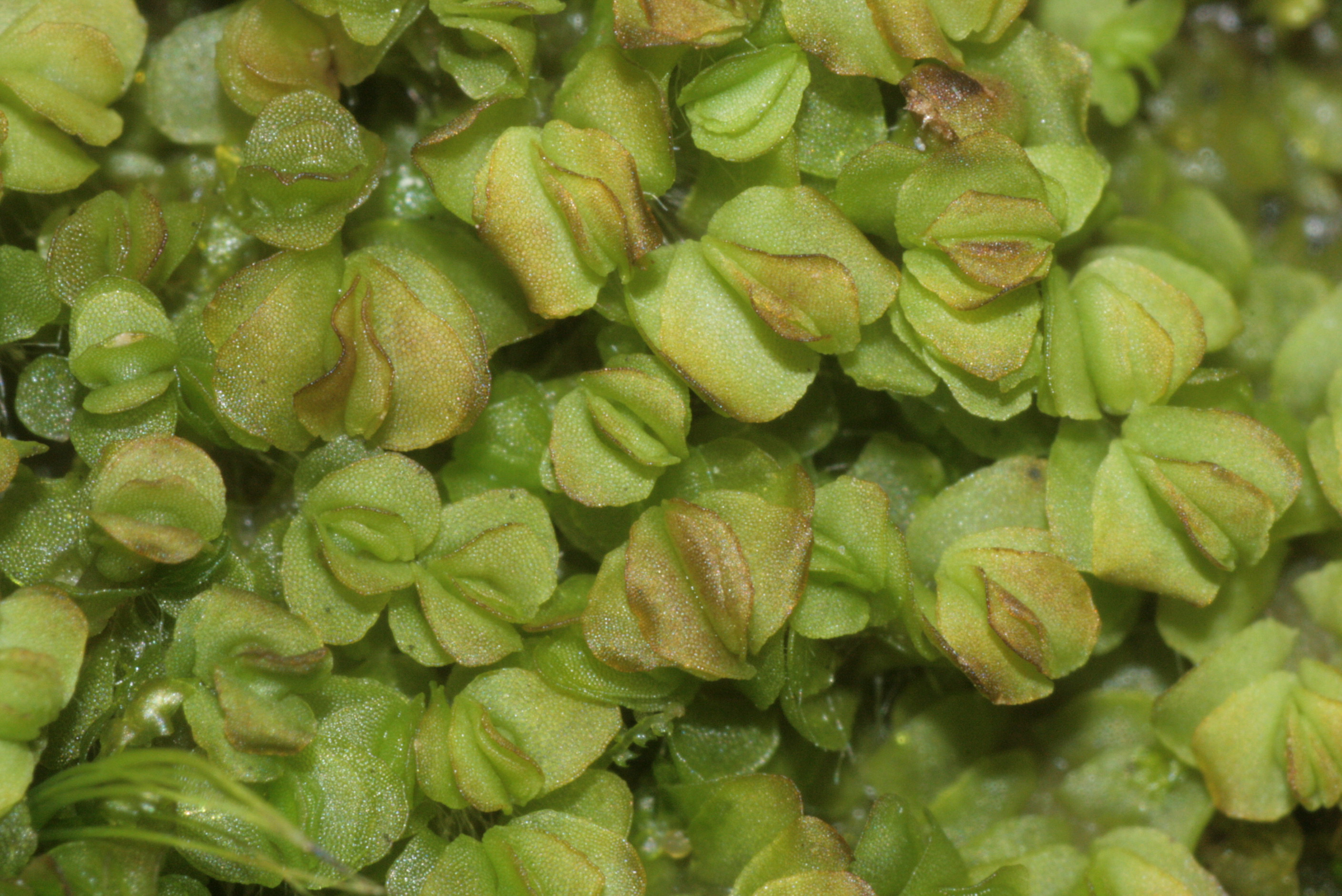
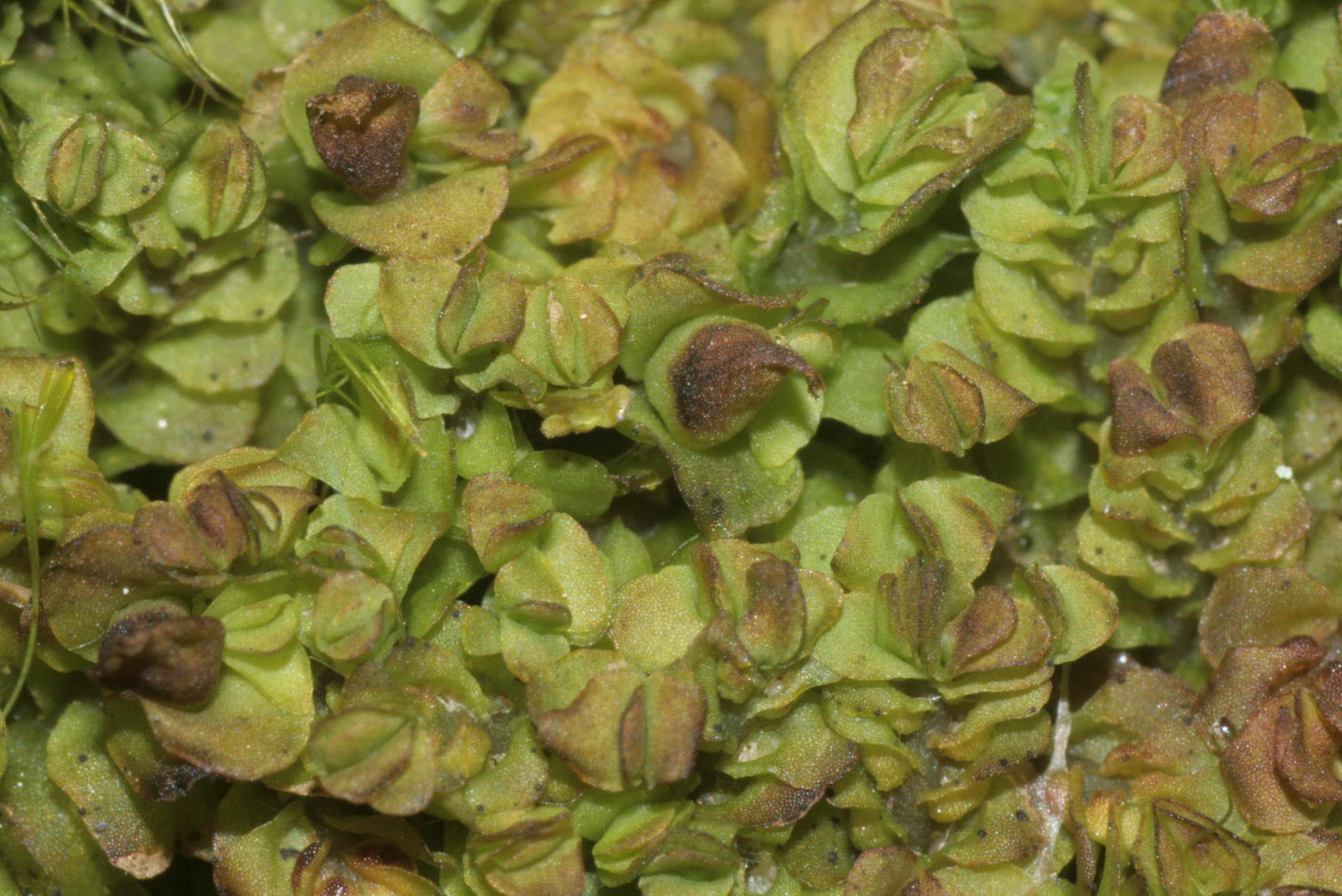
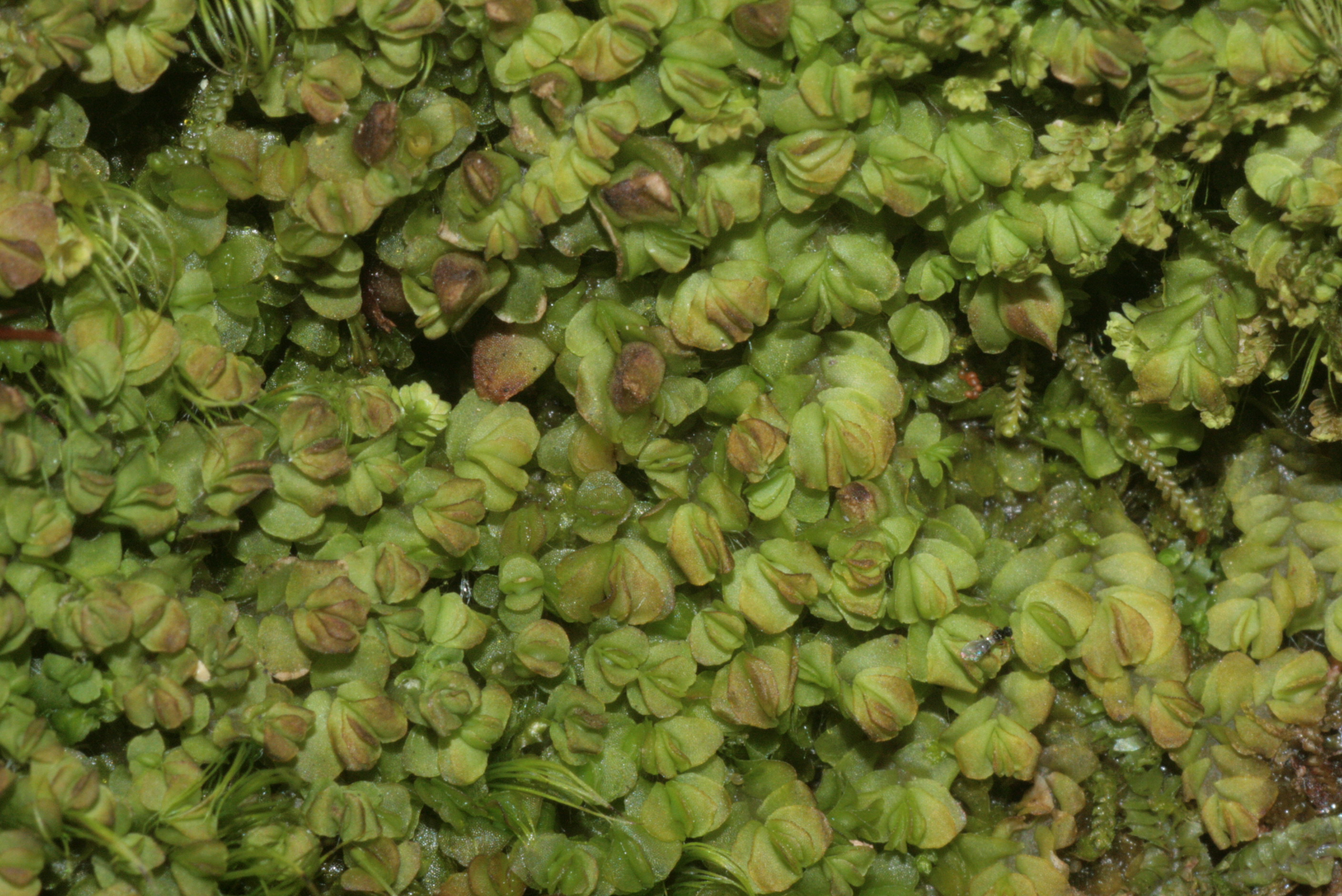
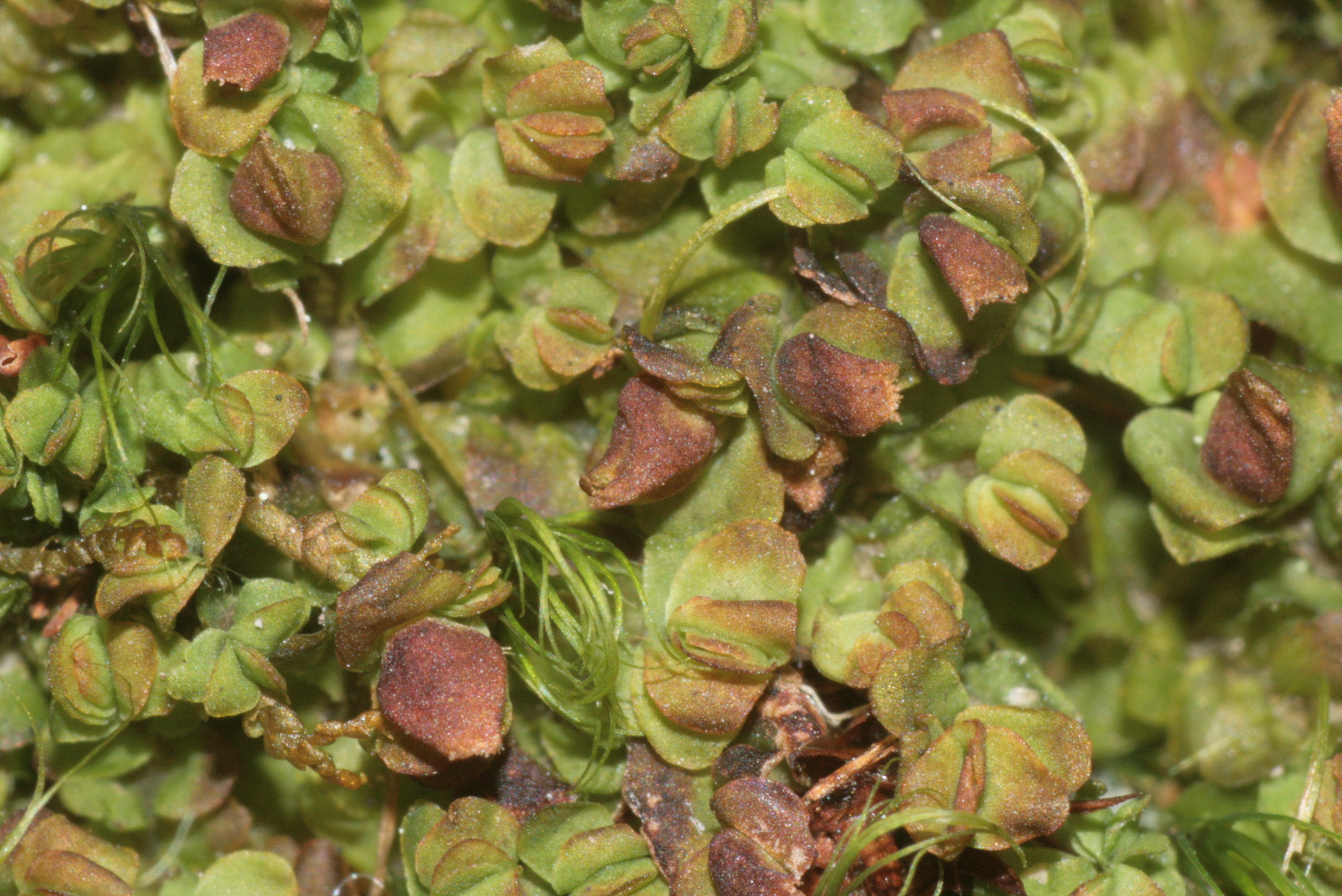
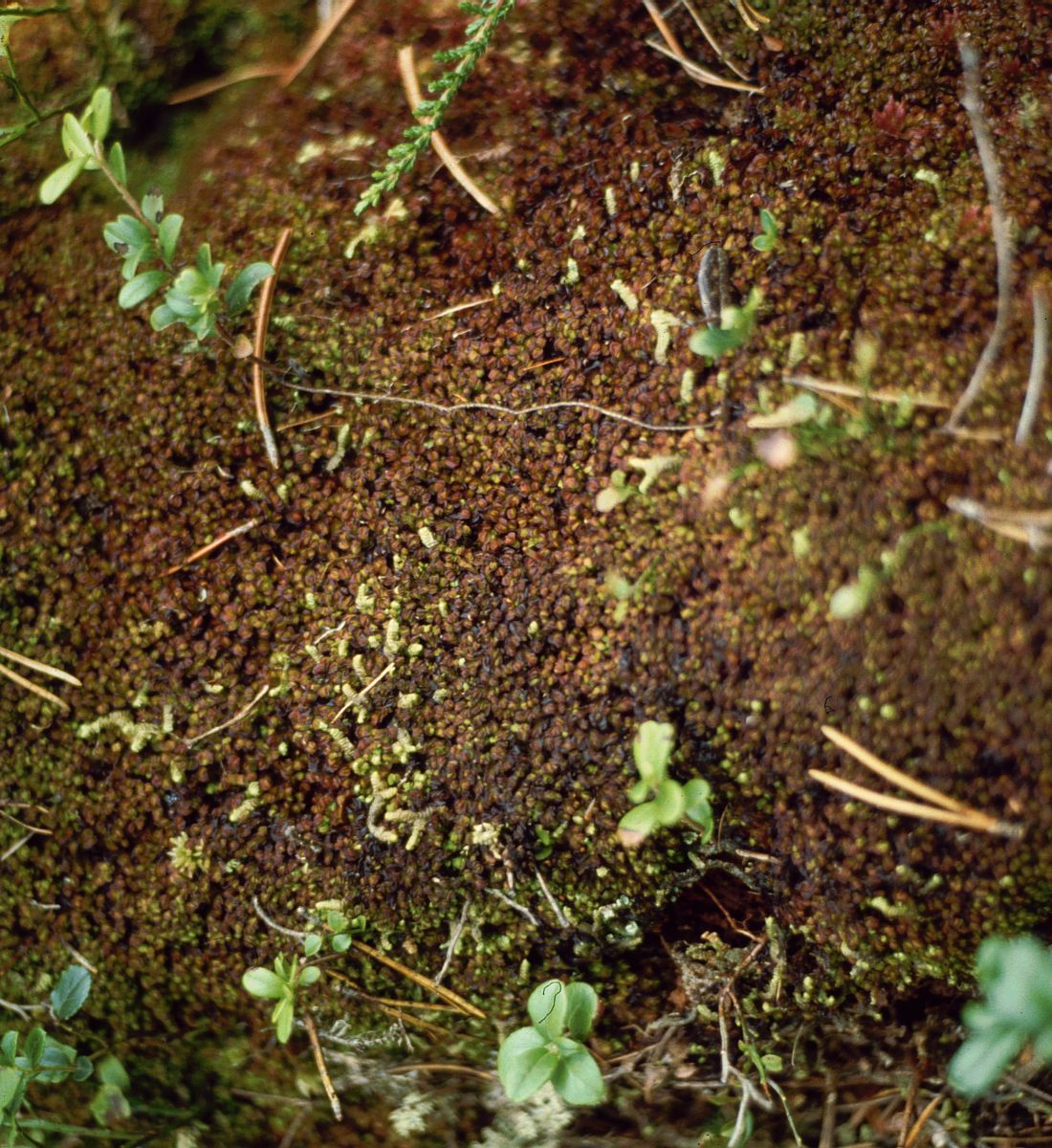
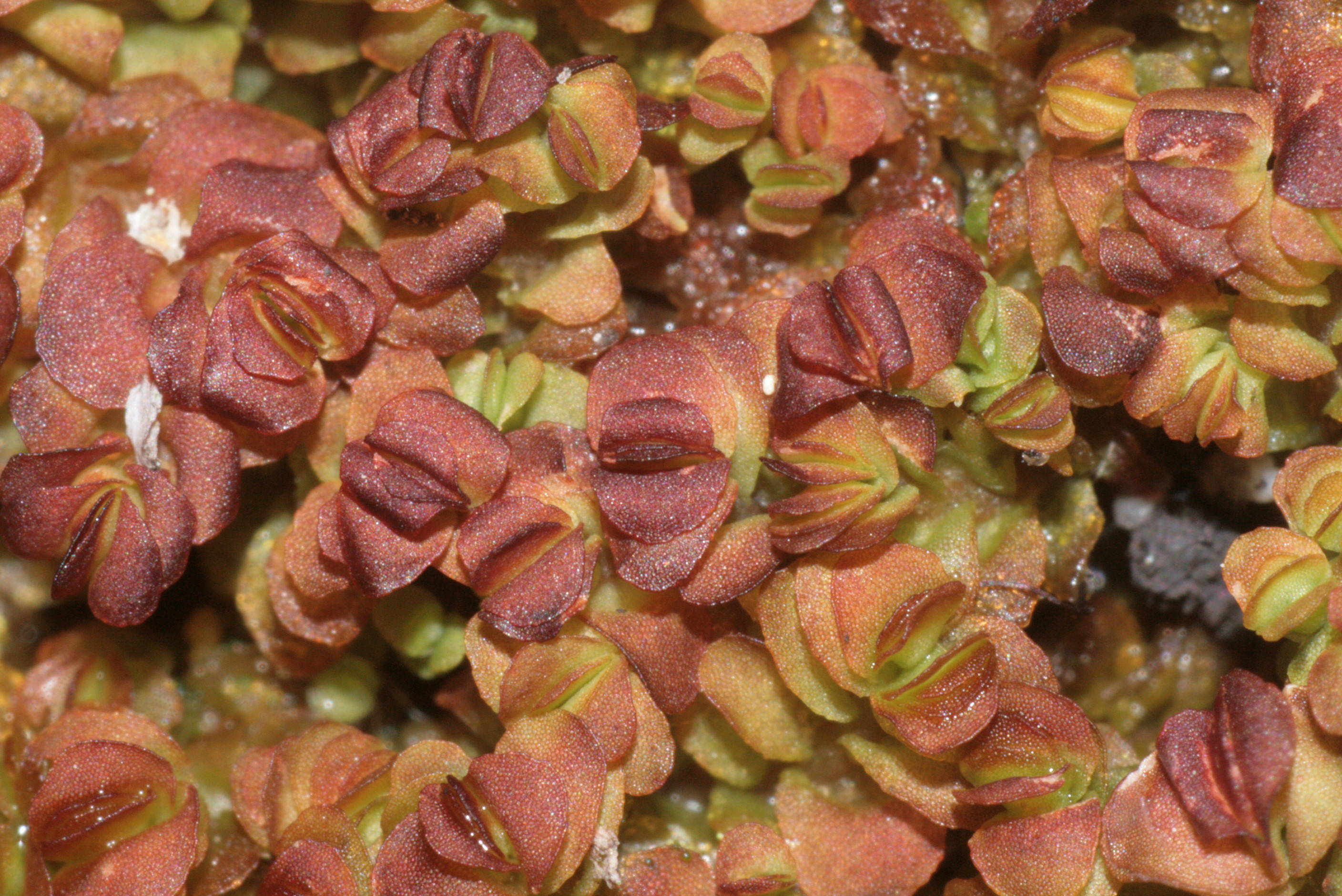